# Олга Турчак
Олга Турчак (рус. Ольга Турчак; Алма Ата, СССР 5. март 1967) бивша је совјетска атлетичарка, казахстанског порекла, специјалиста за скок увис.
Лични рекорд поставила је 7. јула 1986, у Москви скочивши 2,01 метар. Тада је имала 19 год. и 4 месеца па је то био светски јунорски рекорд који до данас није оборен. Тај резултат је и актуелни национални рекорд Казахстана. Два пута се такмичила на Олимпијским играма и оба пута стигла до финала. У Сеулу 1988. завршила је на четвртом месту са 1,96 м. Док је четири године касније у Барселони била тринаеста са 1,83 метара, иако је у квалификацијама скочила 1,92. На тим играма наступала је за Уједињени тим.
Турчакова је у јуниорској конкуренцији 7. септембра 1984. у Доњецку скочила 1,96 и била најбоља на светској јуниорској листи за ту годину.

## Значајнији резултати
| Година                       | Такмичење                             | Место                        | Пласман                      | Резултат                     |                              |
| Представљала Совјетски Савез | Представљала Совјетски Савез          | Представљала Совјетски Савез | Представљала Совјетски Савез | Представљала Совјетски Савез | Представљала Совјетски Савез |
| ---------------------------- | ------------------------------------- | ---------------------------- | ---------------------------- | ---------------------------- | ---------------------------- |
| 1985                         | Светске атлетске игре у дворани 1985. | Париз, Француска             | 9                            | 1,85 м                       |                              |
| 1985                         | Европско првенство за јуниоре         | Котбус, Источна Немачка      |                              | 1,91 м                       |                              |
| 1986                         | Европско првенство                    | Штутгарт, Западна Немачка    |                              | 1,93 м                       |                              |
| 1986                         | Игре добре воље                       | Москва, СССР                 | 2                            | 2,01                         |                              |
| 1987                         | Светско првенство у дворани           | Индијанаполис, САД           | 8.                           | 1,91 м                       |                              |
| 1988                         | Олимпијске игре                       | Сеул, Јужна Кореја           | 4.                           | 1,96 м                       |                              |
| 1989                         | Светско првенство у дворани           | Будимпешта, Мађарска         | 8.                           | 1,91 м                       |                              |
| 1990                         | Европско првенство                    | Сплит, Југославија           | 10                           | 1,85 м (1,88м)               |                              |
| Представљала Уједињени тим   |                                       |                              |                              |                              |                              |
| 1992                         | Олимпијске игре                       | Барселона, Шпанија           | 13.                          | 1,83 м (1,92 м)              |                              |

- У загради су резултати постигнути у квалификацијама.

## Лични рекорди
| Дисциплина | Дисциплина   | Резултат   | Место                    | Датум                       |
| ---------- | ------------ | ---------- | ------------------------ | --------------------------- |
| Скок увис  | На отвореном | 2,01 м СЈР | Москва                   | 7. јул 1986                 |
| Скок увис  | Дворана      | 1,91 м     | Индијанаполис Будимпешта | 8. март 1987. 5. март 1989. |